# 勤劳镇
勤劳镇，是中华人民共和国黑龙江省绥化市庆安县下辖的一个乡镇级行政单位。

## 行政区划
勤劳镇下辖以下地区：
勤兴村、勤发村、曙光村、勤朴村、勤劳村、勤俭村和勤富村。